# Нерсов мореуз
80° N 070° W / 80° С; 70° З
Нерсов мореуз или пролаз (енгл. Nares Strait; дан. Nares Strædet) је мореуз који спаја Бафинов залив са Линколновим морем и Северним леденим океаном, а раздваја острва Гренланд на истоку и Елсмир на западу.
Чини га неколико мањих мореуза (Смитов мореуз, Кенедијев канал и Робесонов мореуз) и залива (Кејнов и Холов). Дужина мореуза износи око 500 км, а у најужем делу ширина му износи свега 18 км и то је уједно најмање растојање између Канаде и Гренланда. Кроз мореуз готово редовно теку краци хладне морске Бофорове струје са севера ка југу који јако отежавају пловидбу од Бафиновог залива ка северу. Кроз мореуз ка јужнијим морима често пролазе огромне ледене санте, попут оне из периода 1962/64 која је доспела чак до јужних делова Лабрадорског мора.
Пловидба је због леда и струја веома отежана, а обично се обавља у августу уз обавезну помоћ ледоломаца. До 1948. свега пет бродица је успело да прође кроз канал. Први брод који је успео да у јуну пређе цео канал и уплови у Арктички океан био је Arctic Sunrise 2009. године.
Мореуз је име добио у част британског морепловца Џорџа Нерса који је истраживао то подручје током 1870-их година, а садашње име службено је усвојено међусобним договором канадских и данских власти 1964. године. 
У централном делу мореуза налази се малено оствце које је предмет спора између Данске и Канаде.